# (36781) 2000 SM2
2000 SM2 (asteroide 36781) é um asteroide da cintura principal. Possui uma excentricidade de 0.13793250 e uma inclinação de 6.56332º.
Este asteroide foi descoberto no dia 30 de setembro de 2000 por LINEAR em Socorro.